# Filialkirche Tultschnig

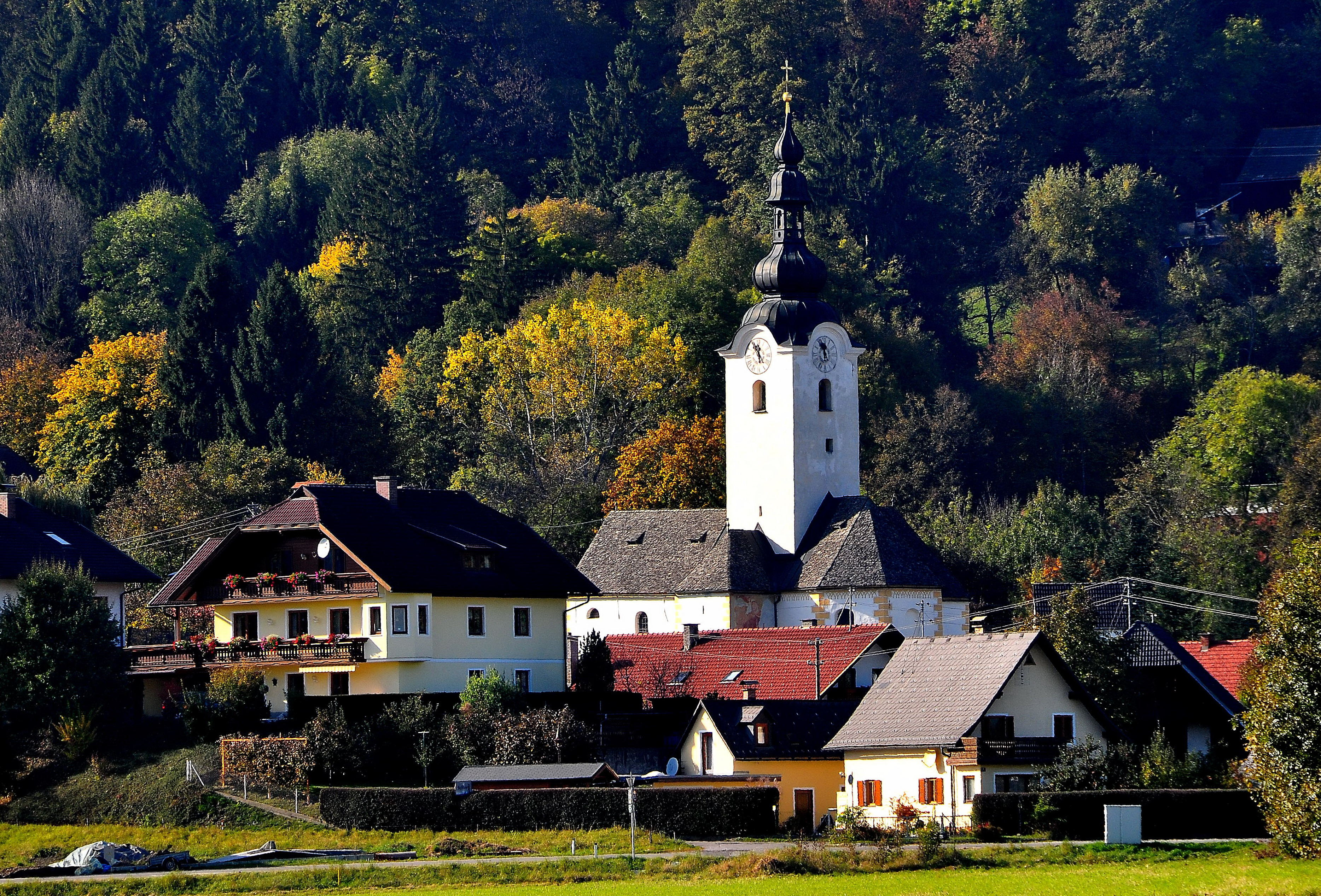
Katholische Filialkirche hl. Johannes der Täufer in Tultschnig

Die Filialkirche Tultschnig steht im Dorf Tultschnig in der Gemeinde Krumpendorf am Wörthersee im Bezirk Klagenfurt-Land in Kärnten. Die auf den heiligen Johannes der Täufer geweihte römisch-katholischen Filialkirche der Pfarrkirche Klagenfurt-Wölfnitz gehört zum Dekanat Klagenfurt-Stadt in der Diözese Gurk-Klagenfurt. Die Kirche steht unter Denkmalschutz (Listeneintrag).

## Geschichte
1217 und 1326 erstmals urkundlich erwähnt unterstand die Kirche dem Patronat von Maria Saal. Zumal Tultschnig ein kleines Dorf ist, wurde mit dem Pfarrer Josef Komar 1967 mit dem Wohlwohlen vom Bischof Joseph Köstner im aufstrebenden Wölfnitz ein Baugrund erworben und 1978 erstmals ein Pfarrgemeinderat gewählt. Mit der Grundsteinlegung der Kirche in Wölfnitz 1985 durch Bischof Egon Kapellari wurde dieselbe Pfarrkirche und die Kirche in Tultschnig zur Filialkirche herabgestuft, 1985 wurde Franz Berger Pfarrer.

## Architektur
An die ursprünglich romanische Chorturmkirche wurde vermutlich im späten 16. Jahrhundert ein gotischer Chor mit einem Fünfachtelschluss angefügt, an der Nordseite eine Kapelle, und im Süden die Sakristei.
Der fünfgeschoßige Turm mit rundbogigen Schallfenstern wird von einem barocken Zwiebelhelm mit einer Laterne bekrönt.
Die Dächer der Kirche sind mit Steinplattln gedeckt. Die Rundbogenfenster wurden im Barock erneuert. Im Chorschluss befindet sich ein Blindfenster. Das monumentale spätgotische Fresko an der Ostseite der Sakristei stellt den heiligen Christophorus dar. 
Das Westportal wird von einer offenen Vorhalle geschützt. Neben dem Portal sind die Grabplatte von Wolfgang von Seltenhaim und seiner Gattin von 1521 sowie eine stark abgetretene, wohl noch aus der Romanik stammende Grabplatte mit dem Wappen der Hallegger eingemauert. Innen an der Langhausnordwand befindet sich ein Renaissanceepitaph mit einem Auferstehungsrelief, dem knienden Votivpaar des Konrad von Lichtenstein († 1594) und seiner Frau Anna, geborene Khienburg († 1589) sowie einem Doppelwappen.
Über dem Langhaus erhebt sich ein barockes Tonnengewölbe mit Stichkappen.
Die hölzerne Orgelempore steht auf zwei schlanken Rundsäulen. Ein niedriger, rundbogiger Triumphbogen verbindet das Langhaus mit dem Turmquadrat, welches durch unregelmäßige, runde Scheidbögen zum Chor und zur Nordkapelle hin geöffnet ist. Das Turmquadrat, der Chor und die Nordkapelle besitzen gratige Kreuzgewölbe.

## Einrichtung

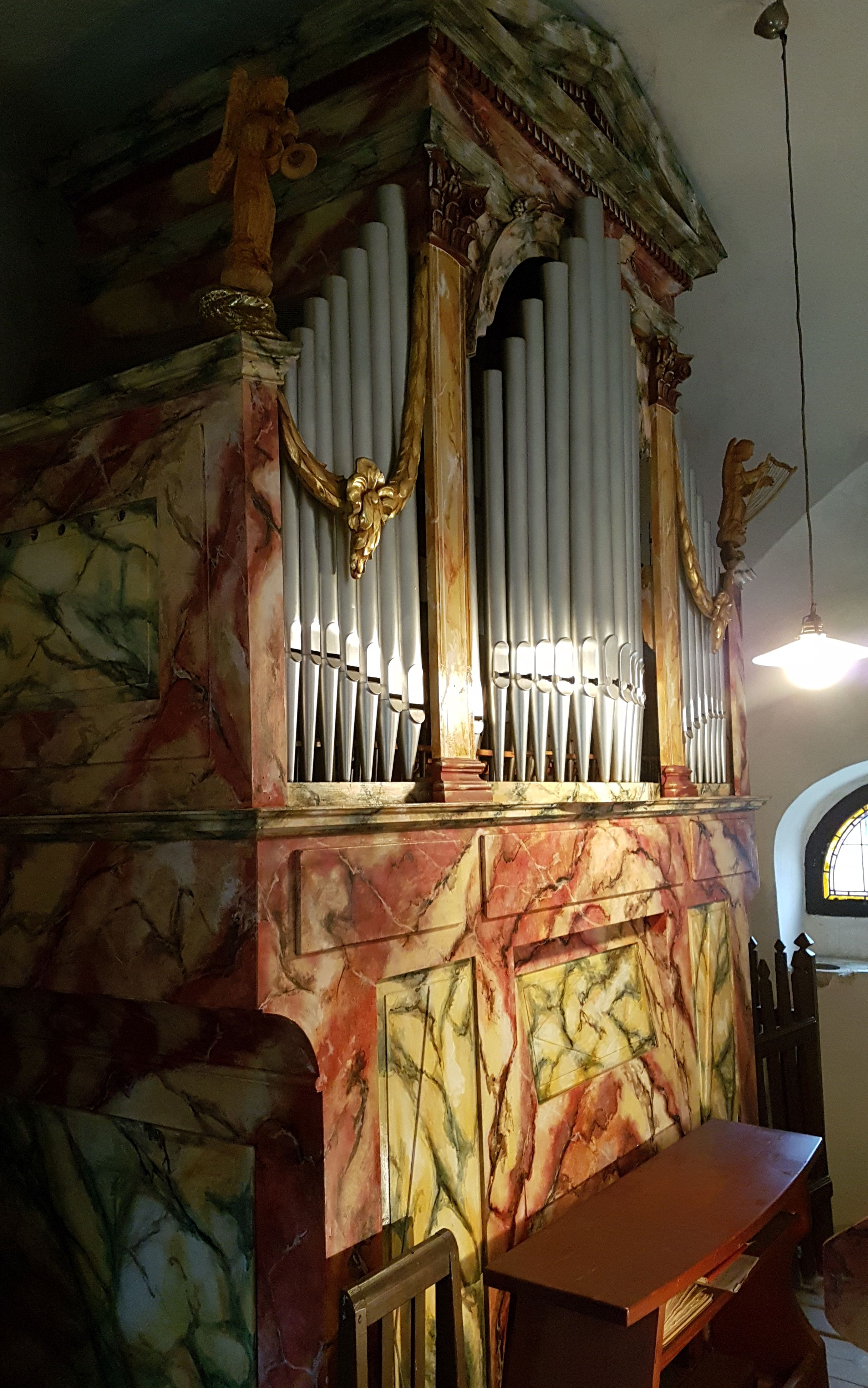
Ansicht der Grafenauer-Orgel

Die drei Altäre aus dem 18. Jahrhundert wurden 1813 mit einem Empiredekor versehen.
Der 1763 entstandene Hochaltar trägt ein Altarblatt mit der Taufe Christi von 1785. Seitlich stehen die Figuren der Bauernheiligen Isidor und Notburga.
Der linke Seitenaltar zeigt im volkstümlich gemalten Mittelbild die Erscheinung des Gnadenbildes der Maria Genazzano vor drei Pilgern, das Oberbild den heiligen Antonius.
Der rechte Seitenaltar stellt im Hauptbild den heiligen Josef mit Kind und am Aufsatzbild den heiligen Ulrich dar.
In der Nordkapelle steht ein Neorenaissance-Altar vom Anfang des 20. Jahrhunderts mit einem Herz-Jesu-Bild.
An der Chornordwand hängt ein Bild der Steinigung des heiligen Stephanus mit der Bezeichnung „Joh. v. Schreibern pinx. 1813“.
Zur weiteren Ausstattung der Kirche zählen eine barocke Konsolstatue des heiligen Stephanus, am Triumphbogen ein Kruzifix aus dem 19. Jahrhundert sowie ein Taufbecken mit der bekrönenden Figur Johannes des Täufers.
Die Orgel baute 1852 Josef Grafenauer. Sie verfügt über ein Manual, ein Pedal und insgesamt 8 Register. Sie ist funktionstüchtig, beim Pedal sind aber einige Tasten defekt. 